# Диптерикс
Диптерикс (лат. Dipteryx) — род деревьев и кустарников семейства Бобовые (Fabaceae). Представители рода произрастают в Южной и Центральной Америке, в Карибском регионе.

## Виды
По информации базы данных The Plant List, род включает 9 видов:
- Dipteryx alata Vogel — Орех бару
- Dipteryx lacunifera Ducke
- Dipteryx magnifica (Ducke) Ducke
- Dipteryx micrantha Harms
- Dipteryx odorata (Aubl.) Willd. — Диптерикс душистый
- Dipteryx oleifera Benth.
- Dipteryx polyphylla Huber
- Dipteryx punctata (S.F.Blake) Amshoff
- Dipteryx rosea Benth.

## Значение для человека
Из вечнозеленых деревьев рода диптерикс, произрастающих в Мексике, получают химическое соединение кумарин